# Museet för modern och samtida konst, Rijeka
Museet för modern och samtida konst (kroatiska: Muzej moderne i suvremene umjetnosti, akronym MMSU) är ett specialiserat konstmuseum i Rijeka i Kroatien. Det etablerades år 1948 och är beläget i stadsdelen Brajda, mittemot Rijekas järnvägsstation och bredvid Sockerbrukspalatset som från år 2020 kommer att rymma Rijekas stadsmuseum. I museets samlingar finns modern konst från slutet av 1800-talet till nutid.

## Historik
Museet för modern och samtida konst i Rijeka etablerades som museiinstitution år 1948 och kallades då "De sköna konsternas galleri" (Galerija likovnih umjetnosti). Det var inrymt på Guvernörspalatsets övre våning och öppnade för allmänheten år 1949. År 1956 flyttade galleriet till nya lokaler i vad som då kallades Vetenskapsbiblioteket (Naučna biblioteka) och som sedan år 1995 är Rijekas universitetsbibliotek. År 1962 bytte galleriet namn till "Rijekas moderna galleri" (Moderna galerija Rijeka). Från år 2003 kallas det Museet för modern och samtida konst.

## Museibyggnaden
Åren 1948–2017 var konstmuseet inrymt i provisoriska lokaler i Guvernörspalatset (1949–1956) och vad som idag är Rijekas universitetsbibliotek (1956–2017). På grund av utrymmesskäl saknade museet under dessa år en permanent utställning. Ända sedan etableringen vidtogs återkommande initiativ för att hitta eller uppföra en adekvat byggnad för museet och dess samlingar. År 1998 övergick flera nedlagda industrilokaler, det så kallade Rikard Benčič-komplexet vid Rijekas järnvägsstation, i stadens ägo. Staden tog därefter initiativ till att vitalisera det forna industriområdet och ett av de forna industribyggnaderna, det så kallade "H-objektet", utsågs till museets nya huvudbyggnad. Den 22 september 2017 invigdes delar av museets nya utställningslokaler i den nya byggnaden vars invändiga och utvändiga adaptering år 2017 ännu fortgår. Utställningsytan i den nya museibyggnaden uppgick vid invigningen till drygt 1 550 kvadratmeter men kommer att öka allteftersom byggnaden renoveras och anpassas för museets behov.

## Samlingar
I museets samlingar finns över 8 000 konstverk fördelade på följande nio samlingar: 
- Samling Ladislao de Gauss[9]
- Affischsamlingen[9]
- Božidar Rašica-samlingen[9]
- Grafiksamlingen[9]
- Fotografisamlingen[9]
- Installationer och nya media-samlingen[9]
- Målningssamlingen[9]
- Romolo Venucci-samlingen[9]
- Skulptursamlingen[9]
- Teckningssamlingen[9]